# 孫塔
孫塔（穆麟德轉寫：sunta，？—1665年），覺爾察氏，滿洲鑲藍旗，清朝政治人物、清朝工部尚書。
曾任鑲藍旗滿洲副都統。順治十三年三月，接替郭科，擔任清朝工部尚書，后解。由蘇納海接任。
康熙四年卒。諡忠襄。